# Simion Bagdasar
Simion Bagdasar (n. 12 iunie 1940) este un fost deputat român în legislatura 1992-1996, ales în județul Olt pe listele partidului PDSR. Semion Bagdasar a fost validat pe data de 15 martie 1993 când l-a înlocuit pe deputatul Marin Diaconescu.